# Soda śnieżna
Soda śnieżna, Na
3H(CO
3)
2 – nieorganiczny związek chemiczny, krystaliczny, dobrze rozpuszczalny w wodzie, ogrzewany rozkłada się do węglanu sodu.